# Tragedia de venganza

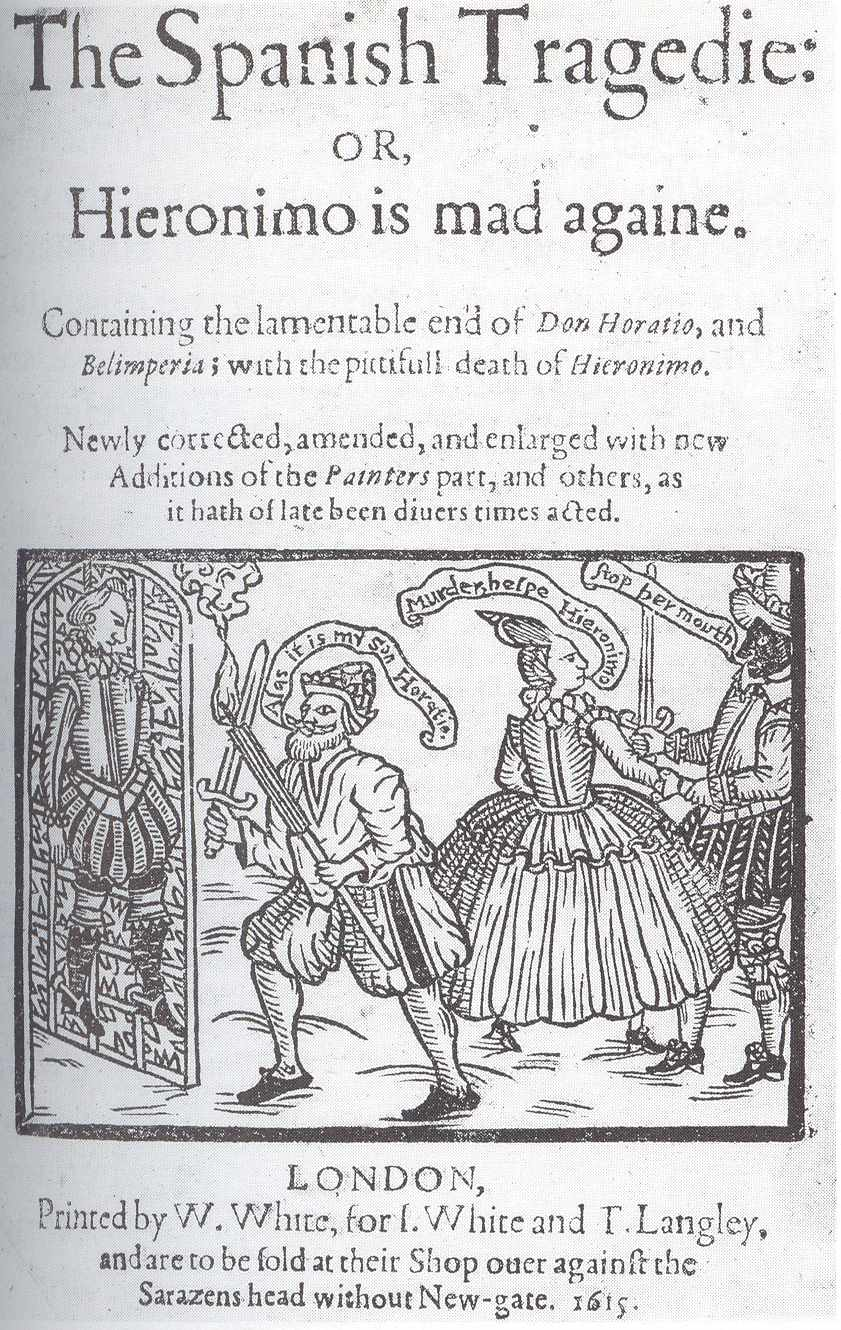
Thomas Kyd: Portada de la edición en cuarto de La tragedia española de 1615.

La tragedia de venganza, o venganza teatral, es un género dramático en el que el protagonista busca vengarse de una afrenta imaginaria o real. El término tragedia de venganza fue introducido por primera vez en 1900 por AH Thorndike para etiquetar una clase de obras escritas a finales de la era isabelina y principios de la jacobina (alrededor de 1580 a 1620).

## Orígenes
La mayoría de los eruditos argumentan que las tragedias de venganza de William Shakespeare y sus contemporáneos se derivaron de la tragedia romana, en particular, del Thyestes de Séneca . Las tragedias de Séneca siguieron tres temas principales: la inconsecuencia de la fortuna ( Troades ), las historias de crímenes y los males del asesinato ( Thyestes ), y las obras de teatro en las que se celebra la pobreza, la castidad y la sencillez ( Hipólito ).
En Thyestes, Séneca retrata las malas repercusiones del asesinato. Para vengarse de su hermano Thyestes por adulterio con su esposa, Atreus lo atrae a Argos con el pretexto de una regla compartida, pero en cambio lo engaña para que coma la carne cocida de sus propios hijos. Los criminales de Séneca (en este caso Tiestes) son siempre merecedores de su castigo a menos que se arrepientan, ya que creía que la voluntad de hacer el mal está enteramente en manos del individuo, que por lo tanto debe ser debidamente castigado. Esta lógica ética se complica, sin embargo, ya que el asesinato vengativo es también un crimen, transformando al vengador en un criminal, y provocando así el desquite por parte del castigado.
La popularidad de esta forma de drama en el teatro isabelino se basa en particular en el interés público de la época por las opiniones contradictorias sobre el problema de la venganza privada. En la era anárquica de las Guerras de las Dos Rosas, la venganza de sangre era todavía común y socialmente aceptada, pero en los años siguientes creció la resistencia de la iglesia. Al mismo tiempo, la venganza privada fue vista por el creciente estado central en el siglo XVI como una violación de su monopolio sobre el uso de la fuerza y una amenaza al orden público. Sin embargo, frente a la cada vez más clara condena oficial a la venganza privada, se difundió un código de venganza, especialmente en los círculos aristocráticos, que tenían una tradición de siglos de ejercer sus propios derechos y veían la venganza como una cuestión de honor, en la que se prohibía la venganza de sangre. considerado una obligación normativa en determinadas constelaciones. Según esta idea, tal deber de venganza de sangre existía en particular cuando las autoridades estatales se negaban o no podían expiar un crimen. Incluso cuando no era posible proporcionar pruebas concluyentes de un crimen, se mostraba una comprensión especial por el vengador cuando se sentía obligado a vengar el asesinato de un pariente cercano, su esposa, su amante o un amigo cercano.

## Historia/Desarrollo
La tragedia de la venganza se estableció en el escenario isabelino con La tragedia española de Thomas Kyd en 1587. En esta obra, el descubrimiento de Hierónimo del cadáver de su hijo Horacio lo lleva a un breve ataque de locura, después del cual descubre la identidad de los asesinos de su hijo y planea su venganza a través de una obra de teatro dentro de una obra de teatro. Es durante esta obra que ejecuta su venganza, después de lo cual se suicida. Con la búsqueda de justicia de Hierónimo frente a un estado aparentemente impotente, La tragedia española introdujo los problemas temáticos de la justicia retributiva que se explorarían a medida que el género ganara popularidad y se desarrollara en el escenario isabelino y jacobeo . Algunos han considerado que la distinción y la disputa cultural entre la venganza pública y privada es el tema definitorio no solo de la tragedia de la venganza moderna temprana, sino de toda la tragedia moderna temprana. La tensión entre la venganza pública y la privada, entonces, también ha llevado a disputas entre sí los protagonistas de la venganza privada son héroes o villanos: ¿es Hierónimo, un personaje que busca venganza privada para vengarse del asesinato privado de su hijo, un villano o un héroe?
Se cree que poco después fue puesta en escena Titus Andronicus de Shakespeare, que es otra obra temprana del género en la que se destaca el peligroso ciclo de la venganza a través de la justicia privada y se pueden encontrar las características típicas del género. En esta obra, el asesinato por parte de Titus del hijo mayor de Tamora en un ritual de guerra conduce a la violación y mutilación de su hija Lavinia. Como venganza, Titus asesina a los hijos restantes de Tamora, los hornea en un pastel y se los sirve en un banquete.
Uno de los grandes argumentos de la tragedia de venganza es el tema de la venganza privada frente a la venganza divina o la venganza pública (es decir, sancionada por el estado). En su ensayo, "De la venganza", Francis Bacon escribe: "el primer mal no hace más que ofender la ley; pero la venganza de ese mal pone a la ley fuera de su cargo. Ciertamente, al tomar venganza, un hombre está a la par con su enemigo. Pero al pasarlo por alto, él es superior: Porque es una parte de los príncipes al perdón.” 
A medida que el género ganaba popularidad, los dramaturgos exploraron el tema de la justicia privada frente a la pública o estatal mediante la introducción de una variedad de personajes de venganza. En Antonio's Revenge, John Marston crea un personaje llamado Pandulpho que encarna una idea de la Tragedia española del estoico Séneca. El estoico senecano no se rige por las emociones, sino que sigue un equilibrio entre el determinismo cósmico y la libertad humana para evitar la desgracia.  En Hamlet, Shakespeare explora las complejidades del  muy humano deseo de venganza frente a la filosofía y la ética estoica. A lo largo de la obra, Hamlet lucha por vengar el asesinato de su padre (como le ha exigido el fantasma de su padre), y al final solo lo hace por desgracia.
Otros escritores de obras de teatro de la época cuestionaron las convenciones del género a través de inversiones paródicas de expectativas genéricas. En The Revenger's Tragedy, actualmente atribuida a Thomas Middleton pero que antes se pensaba que era de Cyril Tourneur, el personaje de venganza Vindice es un hombre rencoroso cuyo placer en el acto de venganza es lo que parece ser su verdadera motivación para su cumplimiento. La tragedia del ateo, también de Tourneur, siguió una trama contra la venganza al hacer que el fantasma de Montferrer ordenara explícitamente a su hijo, Charlemont, que no buscara venganza, para evitar la villanía de la violencia.

## Reacciones
Los estudiosos han examinado los temas de la tragedia de la venganza en el contexto del período isabelino y jacobeo como una forma de comprender su rápido crecimiento de popularidad. Para algunos, el hecho de que las obras cuestionen abiertamente la moralidad de la venganza y de tomarse la justicia por mano propia es una prueba de que el público se oponía moralmente al concepto. Para otros, sin embargo, la popularidad del género es evidencia de que las obras expresaron las frustraciones y los deseos de justicia contra el gobierno opresor del público.

## En otros medios
Películas
Se han hecho numerosas adaptaciones de obras de venganza. Excluyendo películas basadas en Hamlet, estas incluyen:
- Tito de Julie Taylor
- La tragedia de los Vengadores de Alex Cox
- El cambiador de Middleton de Marcus Thompson
- The Cook, the Thief, His Wife, and Her Lover de Peter Greenaway y Dogville de Lars von Trier son obras originales en el estilo de tragedia de venganza.
- En el dormitorio de Todd Field
- El viejo de Park Chan- wook

Música
Märchen de Sound Horizon es un trabajo original que tiene como tema central las tragedias de venganza.
Series de anime basadas en manga
Redo of Healer es una fantasía de venganza sobre Keyaru, quien es explotado y abusado sexualmente repetidamente por otros debido a que es un héroe sanador, una premisa como ejemplo de género de venganza debido a sus numerosas representaciones de violencia gráfica y contenido sexual, incluida la violación, la tortura y el canibalismo.
Videojuegos
The Last of Us Part II utiliza temas violentos a lo largo de toda la trama. 